# Bern Cardinals
| Bern Cardinals                                                                           |
| - Gründung: 1986                                                                         |
| - Mitglied der SBSF                                                                      |
| Teams Baseball                                                                           |
| - Baseball: Nationalliga A, Nationalliga B, 1. Liga, U15, U13 - Softball: Nationalliga A |
| Ballpark                                                                                 |
| Allmend, Bern                                                                            |
|                                                                                          |
| Schweizer Meistertitel                                                                   |
| 2001 • 2005 • 2006 • 2007 • 2008 • 2010 • 2011 • 2012 • 2013                             |
| Cupsiege                                                                                 |
| 2001 • 2005                                                                              |
| Qualifier European Cup Sieger                                                            |
| 2008 • 2009 • 2012                                                                       |
| Offizielle Homepage                                                                      |
| www.cardinalsbern.ch                                                                     |

Der Bern Cardinals Baseball und Softball Club ist ein Verein aus Bern, der mit verschiedenen Mannschaften an den Schweizer Baseball- und Softball-Ligen der Swiss Baseball and Softball Federation (SBSF) teilnimmt.
Mit acht Meistertiteln in den letzten neun Jahren sind die Berner nicht nur die erfolgreichste Schweizer NLA-Mannschaft im letzten Jahrzehnt, sondern mit insgesamt neun Titeln Schweizer Rekordmeister. Zudem qualifizierten sich die Bern Cardinals als erstes und bisher einziges Schweizer Team für den C.E.B. European Cup, also den besten zwölf Teams Europas.

## Titel
Schweizer Meister im Baseball:
- NLA: 2001, 2005, 2006, 2007, 2008, 2010, 2011, 2012, 2013
- NLB: 2011, 2012, 2013
- 1. Liga: 2009

Swiss Cup Sieger:
- 2001 und 2005 (Swiss Cup wird seit 2008 nicht mehr ausgetragen).

Qualifier European Cup Sieger:
- 2008, 2009, 2012

Play-Offs European Cup Relegation Sieger:
- 2012

## International
2008 hat die erste Mannschaft der Bern Cardinals als erster Baseballclub in der Geschichte des Schweizer Baseballsports ein europäisches Qualifikationsturnier der Confederation of European Baseball (kurz C.E.B.) gewinnen können. Die Cardinals blieben im stark besetzten Turnier in Brünn ungeschlagen. Dieser Erfolg konnte im 2009 wiederholt werden, als die Berner das Qualifikationsturnier in Attnang-Puchheim (Ö) erneut für sich gewinnen konnten. Spielertrainer John Baum wurde zum Best Pitcher und MVP des Turniers ausgezeichnet. 2012 gelang ihnen dasselbe in Blagoevgrad (BUL), diesmal aber ohne in der anschliessenden Relegationsrunde zu scheitern: Ebenfalls als erstes Schweizer Baseballteam gewannen die Bern Cardinals 2012 die Play-Offs European Cup Relegation in Zürich, wo Vitus Huber als Best Batter und John Baum als MVP geehrt wurden. Mit diesem Erfolg sicherten die Bern Cardinals der SBSF für 2013 einen Platz im C.E.B. European Cup, an dem die top zwölf Mannschaften Europas teilnehmen. In dieser 'Championsleague-Endrunde' 2013 in Regensburg (D) blieben die Berner aber sieglos und konnten in der Relegationsrunde in Zürich den Platz für die Schweiz unter den Top 12 Europas nicht halten. Dank der Titelverteidigung in der Schweizer NLA 2013 konnte der Rekordmeister Bern Cardinals 2014 erneut am Qualifikationsturnier – diesmal in Stockholm (SVE) – teilnehmen.
Die Bern Cardinals nahmen bisher an folgenden C.E.B. Cups teil:
C.E.B. European Cup:
- 2013 Regensburg (D) – 6. Platz

C.E.B. Play-Offs European Cup Relegation:
- 2008 Antwerpen (BEL) – 2. Platz: zwei Siege gegen Kaunas Lituanica (LIT), zwei Niederlagen gegen Antwerp Royal Greys (BEL)
- 2009 Paris (FRA) – 2. Platz: zwei Niederlagen gegen Templiers de Senart (FRA)
- 2012 Zürich (SUI) – 1. Platz: zwei Siege und eine Niederlage gegen Montpellier Barracudas (FRA)
- 2013 Zürich (SUI) – 2. Platz: einen Sieg gegen Templiers de Senart (FRA) und eine Niederlage gegen KNTU Elizavetgrad (UKR)

C.E.B. Qualifier European Cups:
- 2002 Antwerpen (BEL) – 4. Platz
- 2003 Braaschat (BEL) – 5. Platz
- 2004 Wiener Neustadt (Ö) – 4. Platz
- 2005 Montpellier (FRA) – 3. Platz
- 2006 Antwerpen (BEL) – 5. Platz
- 2007 Abrantes (POR) – 2. Platz
- 2008 Brünn (CZE) – 1. Platz
- 2009 Attnang-Puchheim (Ö) – 1. Platz
- 2011 Attnang-Puchheim (Ö) – 2. Platz
- 2012 Blagoevgrad (BUL) – 1. Platz
- 2014 Stockholm (SVE) – 4. Platz

Das Softball-Team der Bern Cardinals nahm bisher an folgendem European Softball Federation (E.S.F.) European Cup Winners Cup Women teil:
- 2010 Edirne (TUR) – 3. Platz